# László Balint
György László „Gyuszi” Balint (n. 29 martie 1979, Brașov, România) este un fotbalist român retras din activitate, care a jucat pe post de fundaș la echipe ca FC Brașov, Unirea Urziceni și Unirea Tărlungeni. După încheierea carierei, a devenit antrenor, și antrenează în prezent pe Oțelul Galați.

## Cariera
A evoluat la Rapid Energia Brașov, Romradiatoare Brașov, FC Brașov, CFR Cluj, UTA Arad, Unirea Urziceni, Diósgyőri VTK și la Unirea Tărlungeni, antrenând-o până în iunie 2014  pe ultima, la care a evoluat încă un an ca jucător-antrenor. Din ianuarie 2015 până în iunie 2015 a activat la FC Brașov ca antrenor asistent, după care a preluat echipa de ligă secundă FC Academica Clinceni ca antrenor principal.
În 2017 a antrenat AS Ardealul Târgu Mureș până la desființarea echipei, apoi a trecut în Liga a III-a la FK Csíkszereda, cu care s-a clasat pe locul 2 în seria sa la finalul sezonului 2017-2018. În pauza de vară, a semnat cu Sportul Snagov. Din 2019, a devenit antrenorul celor de la UTA Arad, acolo unde a început un proiect frumos și a fost primit cu multă căldură de suporterii echipei roș-albe. La finalul sezonului, echipa a promovat în Liga I. La data de 31 ianuarie 2022 Balint a încetat să mai antreneze echipa UTA Arad.
Începând cu 1 ianuarie 2021, Laszo Balint este deținător al licenței PRO de antrenor.
La 13 iunie 2022, Balint a devenit antrenorul echipei CS Universitatea Craiova cu care a semnat un contract pentru un sezon. A fost demis la 8 august 2022, după mai puțin de două luni în funcție. Oltenii au înregistrat sub conducerea sa două victorii, trei rezultate de egalitate  și două înfrângeri. La 1 noiembrie 2022, a revenit pe banca tehnică a echipei UTA, semnând un contract până la finalul sezonului Ligii I, cu opțiune de prelungire din vară. S-a despărțit din nou de UTA în aprilie 2023 când a fost înlocuit cu Mircea Rednic.
În aprilie 2024, a semnat un contract pentru un an cu Petrolul Ploiești. A plecat însă după doar șase meciuri, în iunie 2024.
În martie 2025, a devenit antrenorul echipei Oțelul Galați.